# Федотов-Чеховський Олександр Олексійович
Олександр Олексійович Федотов-Чеховський (1806—1892) — юрист, історик, архівознавець, археограф.

## Життєпис
Походив з духовного стану, його дід був сільським священиком, батько — останнім духівником імператора Олександра І під час його перебування в Таганрозі. Початкову освіту здобув у духовному училищі, потім навчався у духовній семінарії (очевидно, Воронезької губернії). Під час вступу до училища був записаний під двома прізвищами (батька й матері — Чеховської, дочки священика Волинської єпархії). Навчаючись у семінарії добре оволодів давніми класичними мовами — грецькою та латинською і, за браком вчителів, ще навчаючись, був призначений викладачем цих мов у молодших класах. По закінченні семінарії 1827 р. вступив до Санкт-Петербурзької духовної академії, але не закінчив її.
З 1829 навчався при Канцелярії його імператорської величності. З 1831 по 1834 був направлений для навчання в Берлінський університет.
Після повернення з Німеччини він склав випробування на ступінь доктора законознавства в Санкт-Петербурзькому університеті. Далі Федотов-Чеховський працює спочатку викладачем римського права (1835), а згодом — екстраординарним професором кафедри римського законодавства і історії (1837) Харківського університету. В 1838 його було затверджено ординарним професором кафедри римського права, а з 1843 — російських цивільних законів загальних, особливих і місцевих Київського імператорського університету Св. Володимира.
У 1840—1841 і 1848—1849 очолював юридичний факультет. У 1876—1892 працював в Київському центральному архіві давніх актів з історії архівів та архівних зібрань, складав описи до актових книг.
Автор розвідок з української історії в журналі «Киевская Старина». Провівши багаторічне вивчення історичних документів, а особливо — міських і земських книг Володимира-Волинського XVI ст., що зберігалися в Київському центральному архіві давніх актів, він підготував та видав за власний кошт двох томи своєї головної книги: «Акты до гражданской расправы древней России» (1860 — 1862).

## Праці
- О формах и содержании правых грамот. — К., 1859; Акты, относящиеся до гражданской расправы древней Руси. — Т. І–ІІ. — К., 1860, 1863
- Акты греческого нежинского братства. — К., 1884
- Опись Владимирской записовой и поточной кн. № 923 за 1566 г. — К., 1895
- Опись Владимирской записовой и поточной кн. № 934 за 1567 г. — К., 1904
- Волынская полоненница XVI ст. и ее «орменский» обожатель // КС. — 1887. — С. 200—204
- Василий Загоровский в полоне у татар // КС. — 1887, февраль. — С. 360—365
- Материал для биографии Лубенского полкового судьи Василия Стефановича // ЧИОНЛ. — Кн. VII. — Отд. ІІІ. — С. 1–28.
- Инструкція гетмана Данила Апостола малороссійскимъ судамъ // Кіевская старина. — 1887. — Т. XVII. — С. 139—154.